# Segeta
Segeta ou Segesta est une déesse de la mythologie celtique, déesse de la Loire et divinité éponyme du peuple ségusiave. Associée aux eaux thermales, c'était également une déesse guérisseuse. 

## Étymologie
Son nom serait basé sur le gaulois Sego- « force, victoire ».

## Culte
Elle était célébrée plus particulièrement à Moingt, alors station thermale gallo-romaine attestée sous le nom d’Aquis Segeta (transcrit sous la forme classique Aquæ Segetæ) où se trouvaient des thermes, un théâtre, un lieu de culte et des bâtiments publics et privés. Un autre aquis est mentionné sur la même table de Peutinger, à savoir Aquis Segeste, Segesta représentant une version un peu différente de Segeta. On identifie Aquis Segeste à Sceaux-du-Gâtinais.

## Inscriptions

### Inscription dédiée à la déesse Segeta

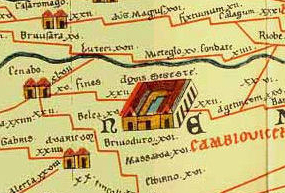
Fragment de la table de Peutinger, montrant l'établissement thermal d'Aquis Segeste où fut trouvée la plaque, sur la voie romaine reliant Cenabum (Orléans) à Agedincum (Sens).

Une plaque circulaire en marbre rose d'un diamètre de 0,60 m, trouvée sur le site de Sceaux-du-Gâtinais/Aquis Segeste en 1973, porte l'inscription suivante : 
AVG•DEAE
SEGETAE
T MARIVS PRISCINVS
V•S•L•M
EFFICIENDVM CVRAVT
MARIA SACRA FIL
Soit l'inscription complétée : Aug(ustae) deae Segetae T(itus) Marius Priscinus v(otum) s(olvit) l(ibens) m(erito) efficiendum curav(i)t Maria Sacra fil(ia).
Traduction : « À l'auguste déesse Segeta, T. Marius Priscinus s'est acquitté de son vœu de bonne grâce : Maria Sacra, sa fille, a pris soin de le réaliser ».
Le donateur porte les trois noms (tria nomina) des citoyens romains, et sa fille porte des noms latins,.

### Autres inscriptions

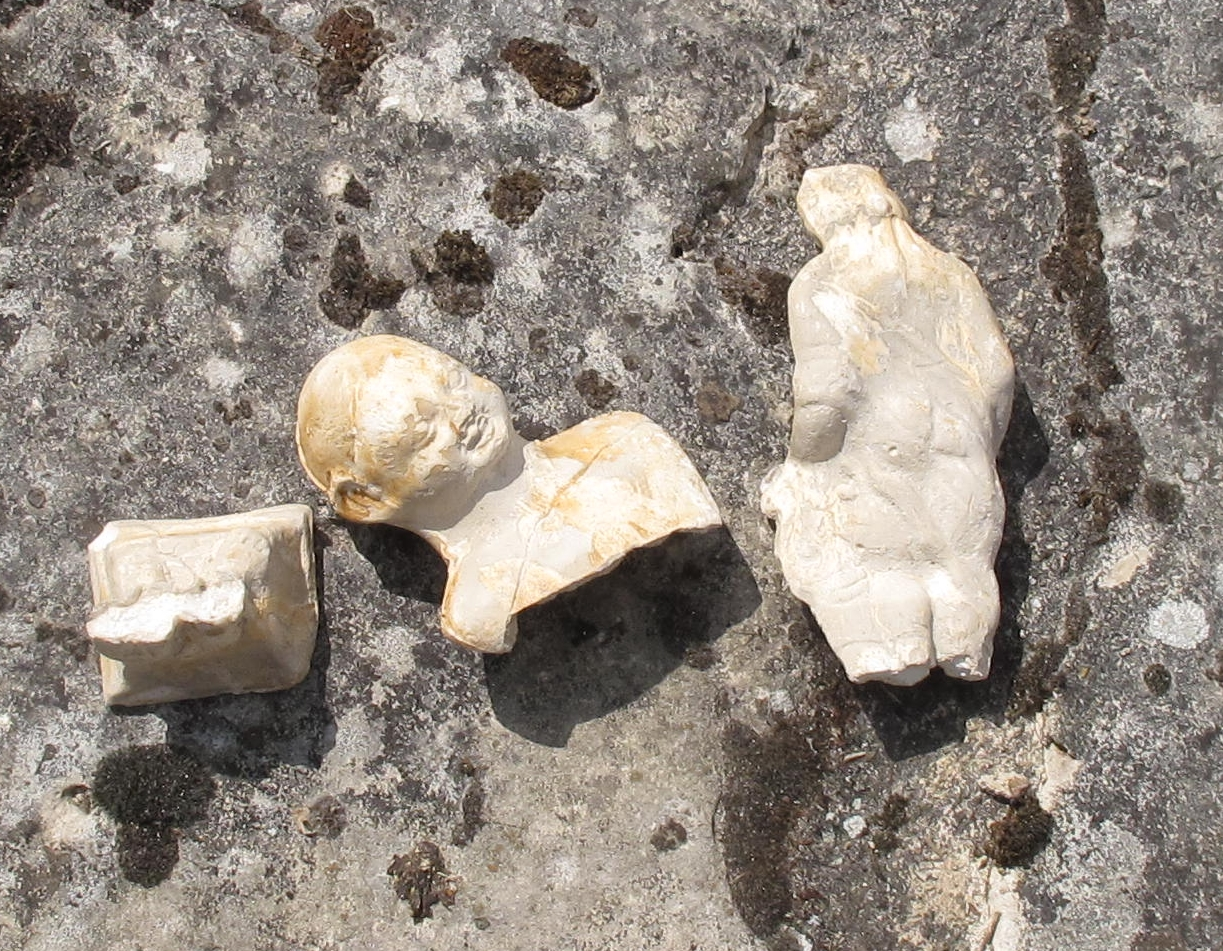
Offrandes votives dans le bassin sacré (moulages d'originaux)

D'autres inscriptions dédiées à Segeta ont été trouvées à Bussy-Albieux, Feurs 
et sur le site de l'ancien site thermal d'Aquis Segete  (nom sur la table de Peutinger, aussi appelée Aquae Segetae) sur la commune de Moingt (maintenant intégrée à Montbrison, dans la Loire).

## Culte de Segeta
Segeta avait au moins deux sanctuaires importants où elle était honorée, tous deux des établissements thermaux, le premier à Aquis Segeste, à Sceaux-du-Gâtinais, le deuxième à Moingt. Il semblerait qu'une grande partie des pèlerins étaient des femmes venant implorer ou remercier la déesse pour des problèmes de stérilité ou postnataux. Comme dans beaucoup d'établissements thermaux gaulois, une place importante était réservée aux soins des yeux (ces derniers étaient d'ailleurs considérés à cette époque comme le reflet de l'âme et fortement liés à la spiritualité).
Segeta possède de nombreuses similitudes avec d'autres déesses gauloises des eaux de sources ou thermales, comme les déesses Sirona et Damona. Ces dernières ayant été également priées seules ou conjointement avec Apollon, souvent honoré dans des stations thermales, il est possible que Segeta ait été pareillement associée à ce dernier, comptant ainsi au nombre de ses compagnes.